# Thionia boliviensis
Thionia boliviensis är en insektsart som beskrevs av Schmidt 1910. Thionia boliviensis ingår i släktet Thionia och familjen sköldstritar. Inga underarter finns listade i Catalogue of Life.